# Шевчик, Петр
Петр Ше́вчик (чеш. Petr Ševčík; родился 2 мая 1994 года в городе Есеник, Чехия) — чешский футболист, полузащитник клуба «Славия» и сборной Чехии. На правах аренды выступает за «Яблонец». Участник двух чемпионатов Европы (2020 и 2024).

## Клубная карьера
Шевчик начал карьеру в клубе «Сигма». 11 мая 2014 года в матче против пражской «Спарты» он дебютировал в Синот лиге. Летом того же года для получения игровой практики Петр на правах аренды перешёл в «Опаву». 2 августа в матче против «Фридек-Мистека» он дебютировал во Второй чешской лиге. В этом же поединке Шевчик забил свой первый гол за «Опаву». После окончания аренды Петр вернулся в «Сигму», которая к тому времени вылетела из элиты. В 2015 году он помог клубу вернуться в высший дивизион. В поединке против «Баника» Шевчик забил свой первый гол за «Сигму».
Летом 2016 года Петр перешёл в «Слован» из Либереца. 28 июля в отборочном матче Лиги Европы против австрийской «Адмиры» он дебютировал за новую команду. 20 октября в поединке Лиги Европы против итальянской «Фиорентины» Шевчик забил свой первый гол за «Слован».

## Карьера в сборной
В 2017 году в составе молодёжной сборной Чехии Шевчик принял участие в молодёжном чемпионата Европы в Польше. На турнире он сыграл в матче против команды Германии.

## Статистика выступлений за сборную
| Матчи за сборную Чехии | Матчи за сборную Чехии | Матчи за сборную Чехии | Матчи за сборную Чехии | Матчи за сборную Чехии | Матчи за сборную Чехии    | Матчи за сборную Чехии |
| ---------------------- | ---------------------- | ---------------------- | ---------------------- | ---------------------- | ------------------------- | ---------------------- |
| №                      | Дата                   | Оппонент               | Счёт                   | Голы                   | Соревнование              |                        |
| 1                      | 14 ноября 2019         | Косово                 | 2:1                    | -                      | Отборочный матч ЧЕ-2020   |                        |
| 2                      | 17 ноября 2019         | Болгария               | 0:1                    | -                      | Отборочный матч ЧЕ-2020   |                        |
| 3                      | 4 сентября 2020        | Словакия               | 3:1                    | -                      | Лига наций 2020/21        |                        |
| 4                      | 7 октября 2020         | Кипр                   | 2:1                    | -                      | Товарищеский матч         |                        |
| 5                      | 11 октября 2020        | Израиль                | 2:1                    | -                      | Лига наций 2020/21        |                        |
| 6                      | 14 октября 2020        | Шотландия              | 0:1                    | -                      | Лига наций 2020/21        |                        |
| 7                      | 4 июня 2021            | Италия                 | 0:4                    | -                      | Товарищеский матч         |                        |
| 8                      | 14 июня 2021           | Шотландия              | 2:0                    | -                      | ЧЕ-2020. Групповая стадия |                        |
| 9                      | 18 июня 2021           | Хорватия               | 1:1                    | -                      | ЧЕ-2020. Групповая стадия |                        |
| 10                     | 22 июня 2021           | Англия                 | 0:1                    | -                      | ЧЕ-2020. Групповая стадия |                        |
| 11                     | 27 июня 2021           | Нидерланды             | 2:0                    | -                      | ЧЕ-2020. 1/8 финала       |                        |
| 12                     | 3 июля 2021            | Дания                  | 1:2                    | -                      | ЧЕ-2020. 1/4 финала       |                        |
| 13                     | 24 сентября 2022       | Португалия             | 0:4                    | -                      | Лига наций 2022/23        |                        |
| 14                     | 27 сентября 2022       | Швейцария              | 1:2                    | -                      | Лига наций 2022/23        |                        |
| 15                     | 27 марта 2023          | Молдова                | 0:0                    | -                      | Отборочный матч ЧЕ-2024   |                        |
| 16                     | 18 июня 2024           | Португалия             | 1:2                    | -                      | ЧЕ-2024. Групповая стадия |                        |
| 17                     | 22 июня 2024           | Грузия                 | 1:1                    | -                      | ЧЕ-2024. Групповая стадия |                        |